# Centaurium serpentinicola
Centaurium serpentinicola là một loài thực vật có hoa trong họ Long đởm. Loài này được Carlström mô tả khoa học đầu tiên năm 1986.